# Stenus palposus
Stenus palposus – gatunek chrząszcza z rodziny kusakowatych i podrodziny myśliczków (Steninae).
Gatunek ten został opisany w 1838 roku przez Johana Wilhelma Zetterstedta.
Chrząszcz o matowym ciele długości od 3,8 do 4,5 mm. Jego głowę cechują czarne głaszczki szczękowe oraz czułki o trzecim członie prawie o połowę dłuższym niż czwarty. Przedplecze jest u niego najszersze przed środkiem długości. Gęste, przylegające owłosienie srebrzystej barwy porasta pokrywy, tworząc falisty deseń. Początkowe tergity odwłoka mają po cztery krótkie, podłużne listewki po bokach części nasadowych. Krótkie tylne stopy są niewiele dłuższe niż połowa goleni.
Owad palearktyczny, rozprzestrzeniony od Francji i Wielkiej Brytanii przez północną i środkową część Europy po północ Włoch, Serbię i Bułgarię na południu oraz zachód i północ Syberii na wschodzie. Zasiedla piaszczyste, słabo porośnięte pobrzeża rzek i jezior.